# Camafeu Blacas

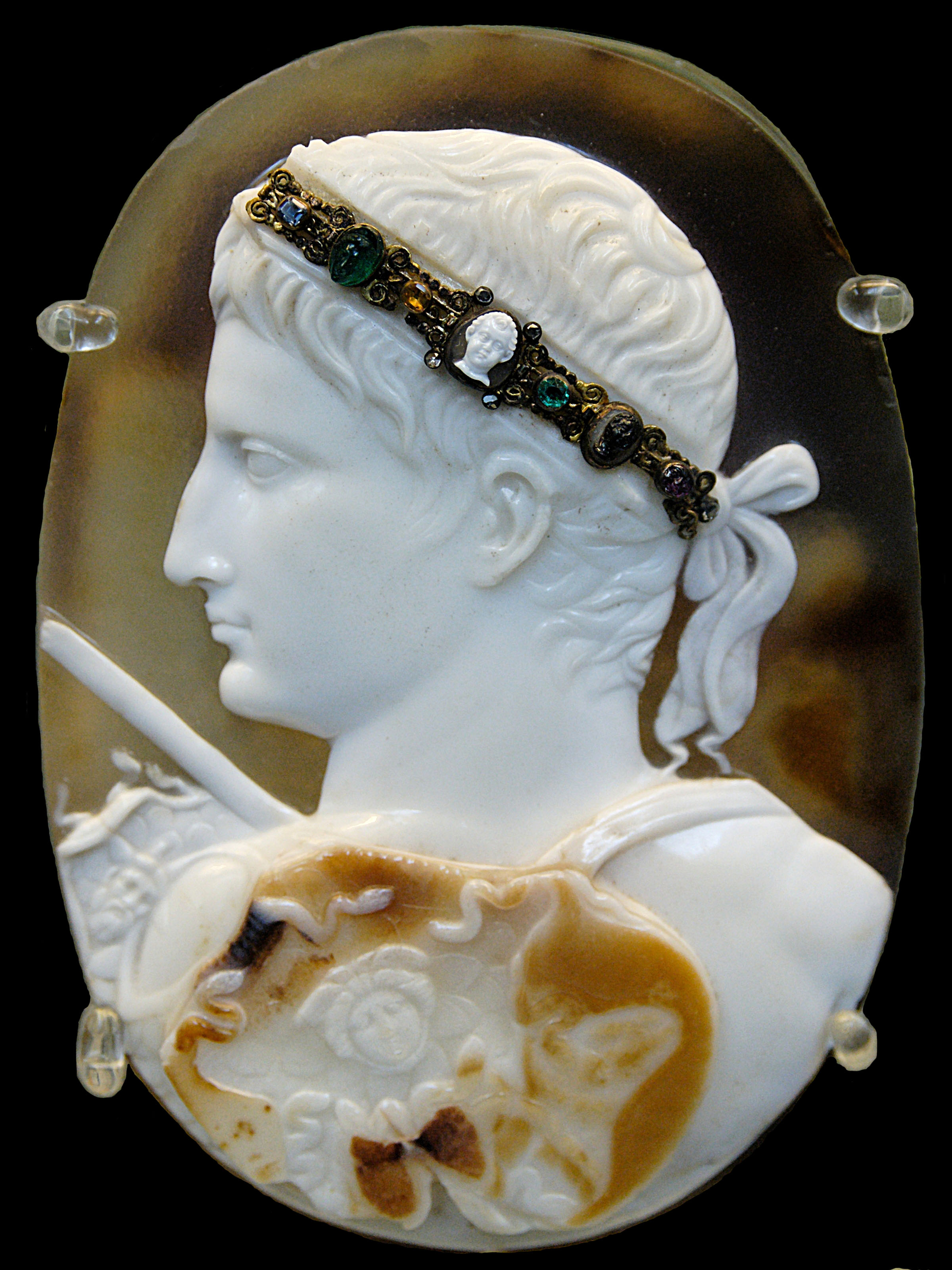
O Camafeu Blacas

O Camafeu Blacas é um grande camafeu romano antigo incomum, de 12,8 centímetros de altura, esculpido de um pedaço de ônix com quatro camadas alternadas de branco e marrom. Mostra a cabeça em perfil do imperador romano Augusto (r. 27 a.C.–14 d.C.) e provavelmente data de pouco depois de sua morte em 14, talvez de 20-50. Está no Museu Britânico desde 1867, quando o museu o adquiriu da famosa coleção de antiguidades que Luís de Blacas herdou de seu pai, também incluindo o Tesouro Esquilino. Normalmente permanece em exibição na Sala 70.
O camafeu Blacas pertence a um grupo de espetaculares gemas gravadas, às vezes chamadas "Camafeus Estatais", que presumivelmente se originaram do circo cortesão interno de Augusto, uma vez que mostram-o com atributos divinos que ainda eram politicamente sensíveis, e em alguns casos há aspectos sexuais que não teriam sido expostos para uma audiência mais ampla. Eles incluem a Gema Augusta em Viena (que também tem a Gema Cláudia mostrando o imperador Cláudio (r. 41–54) e seu irmão com suas esposas) e o Grande Camafeu da França, em Paris.

## Descrição
Augusto é descrito como sempre como um homem bastante jovem, cuja aparência é grandemente idealizada quando comparada com descrições dele na literatura. Dentro das convenções muito controladas de seus retratos, esta imagem indica sua velhice; a face foi descrita como "tensa, indisposta, ainda ideal e nobre", e tendo "um ar distante de majestade sempre jovem". Aqui ele é visto detrás, mas com sua cabeça virada em perfil, consideravelmente mais ampla que o corpo. Tem a égide, um atributo de Júpiter, disposto em seu ombro e muito dele está na camada marrom superior da pedra. A égide é imaginada como algum tipo de manto de pele de cabra decorativa com um buraco para a cabeça, que parece (improvavelmente pequena) no ombro de Augusto.
A cabeça da Górgona é descrita no centro branco da seção marrom, e há outra cabeça do outro lado da égide, projetada para esquerda. Essa pode ser Fobos, a personificação do medo, que é frequentemente citado na literatura grega como uma decoração dos escudos dos heróis, e que Homero disse aparecer na égide. A pose e os detalhes assemelham-se intrinsecamente com o camafeu no Museu Metropolitano de Arte, em Nova Iorque, que porta mais efetivamente o corpo. Em Nova Iorque uma das cabeças é interpretada como "um deus alado, talvez destinado como uma personificação dos ventos do verão que trazem a frota de grãos do Egito para Roma e então uma obliqua referência à anexação de Augusto do Egito após a derrota de Marco Antônio e Cleópatra em Áccio em 31 a.C.".
Augusto traja um diadema real, talvez originalmente apenas como a banda do pano cujos fins estão amarrados no fim da cabeça. A tira de ouro decorada com joias é provavelmente medieval, e é registrada como tendo sido reparada no começo do século XVIII, quando o camafeu estava na coleção de Leone Strozzi de Florença. Esta adição pode indicar que foi incorporado em um relicário ou algum outro objeto medieval, como outro camafeu de Augusto usado como uma peça central da Cruz de Lotário. Um cajado de algum tipo, talvez um cetro ou o eixo duma lança, corre diagonalmente para a esquerda, e a correia atrás do ombro direito é presumivelmente para uma espada em sua cintura. Poses similares com a égide são encontrada na arte helenística, e a intenção foi provavelmente sugerir um "governante lutador, na tradição de Alexandre, o Grande", que foi frequentemente mostrado trajando a égide. Marco Antônio também foi descrito vestindo-o.
Como em outros Camafeus Estatais, e monumentos augustanos como o Altar da Paz, o estilo é fortemente neo-clássico e idealístico, e em contraste com o realismo que marcou a escultura romana, especialmente em retratos. Algumas famílias patrícias romanas continuaram a user o estilo realista, talvez com um gesto mudo para o principado augustano. O estilo foi também usado pela classe de libertos mais ricos em seus monumentos tumulares. No Camafeu Blacas, o estilo idealizado é talvez associado com um dos poucos artistas cujo nome conhecemos, Dioscórides de Egeia, na Cilícia, que Plínio, o Velho e Suetônio dizem que esculpiu o selo pessoal de Augusto, que está perdido, embora outras gemas aparentemente assinadas por ele sobreviveram. A existência de uma "oficina estatal" produzindo estas gemas foi inferida, provavelmente composta por artistas de origem grega. Os camafeus parecem ter sido cortados de uma obra maior. As sobreviventes "gemas estatais" emergiram de coleções medievais, onde foram claramente altamente valorizados, e presume-se, como os vários dípticos consulares e outros mármores da Antiguidade Tardia, que sobreviveram acima do solo desde a Antiguidade.